# 难波八阪神社
难波八坂神社，别名難波下社，是位于日本大阪市浪速区的一座神社。因其狮子殿和神社周围的樱花树而成为最具特色的神社，也是大阪市著名的旅游景点。

## 祭神
- 主祭神：素戔嗚尊、櫛名田比賣、御子神

## 神社境内
- 本殿 - 1974年（昭和49年）5月重建。
- 拜殿 - 1974年（昭和49年）5月重建。
- 獅子殿 - 祭神：素盞嗚尊荒魂，于1974年（昭和49年）5月建立，充当舞台[2]。
- 社務所
- 篠山神社 - 祭神：篠山十兵衛景義（地元の代官）
- 稲荷神社（日语：稲荷神社）
- 三宝荒神社
- 市杵島姫神社
- 皇大神社
- 戦艦陸奥主砲抑気具記念碑

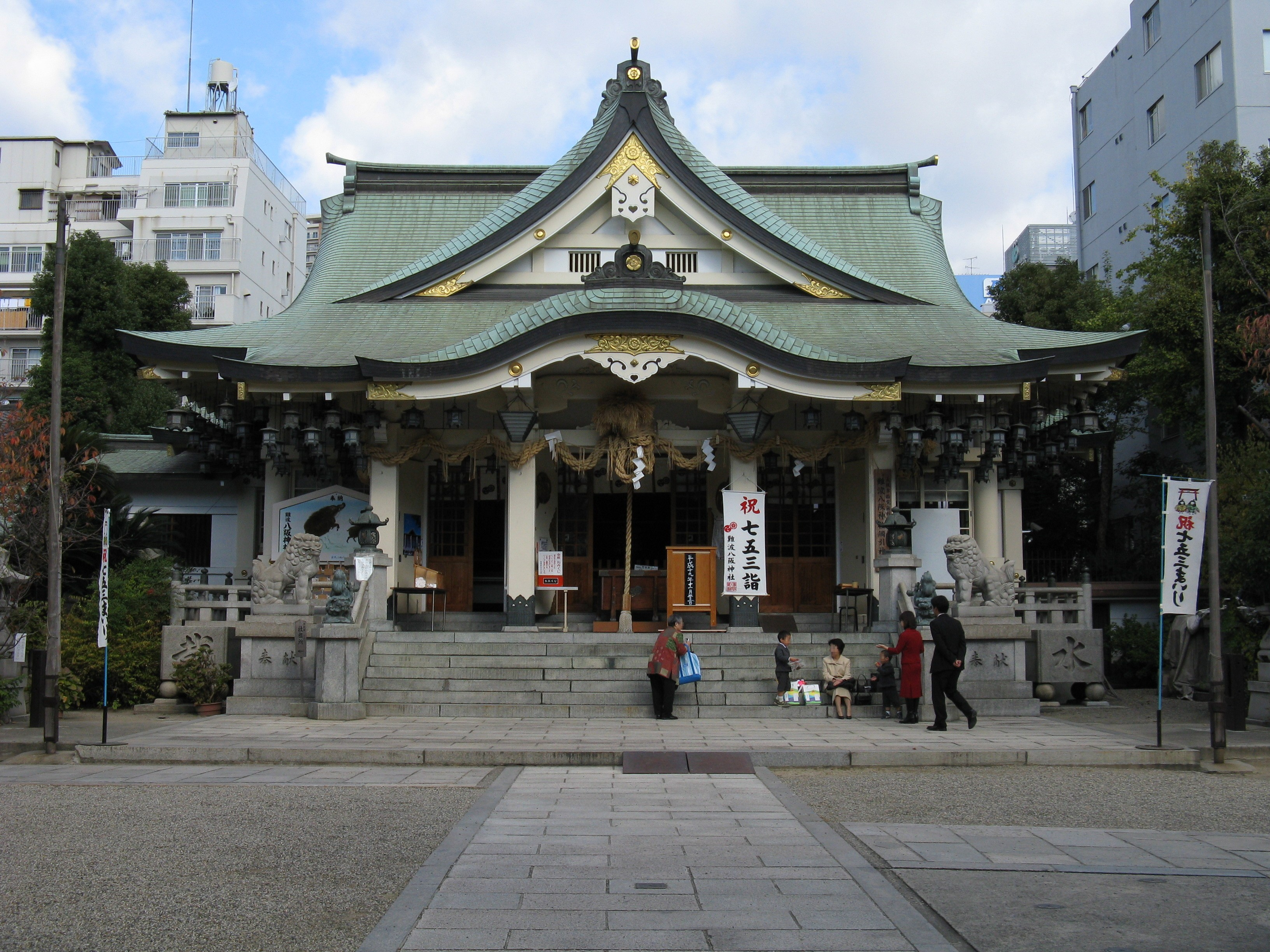
拜殿
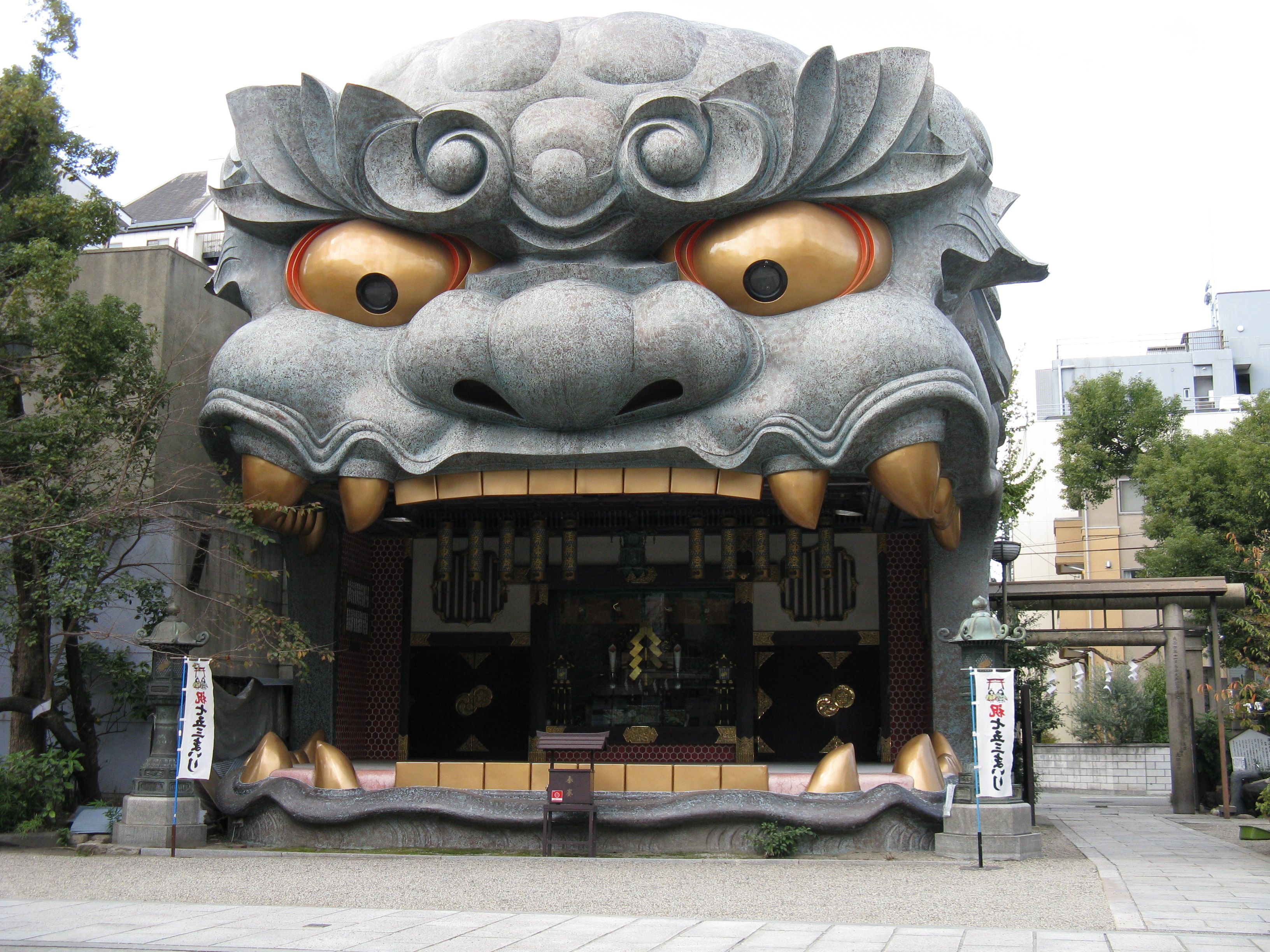
12米高、11米宽、10米深的獅子殿
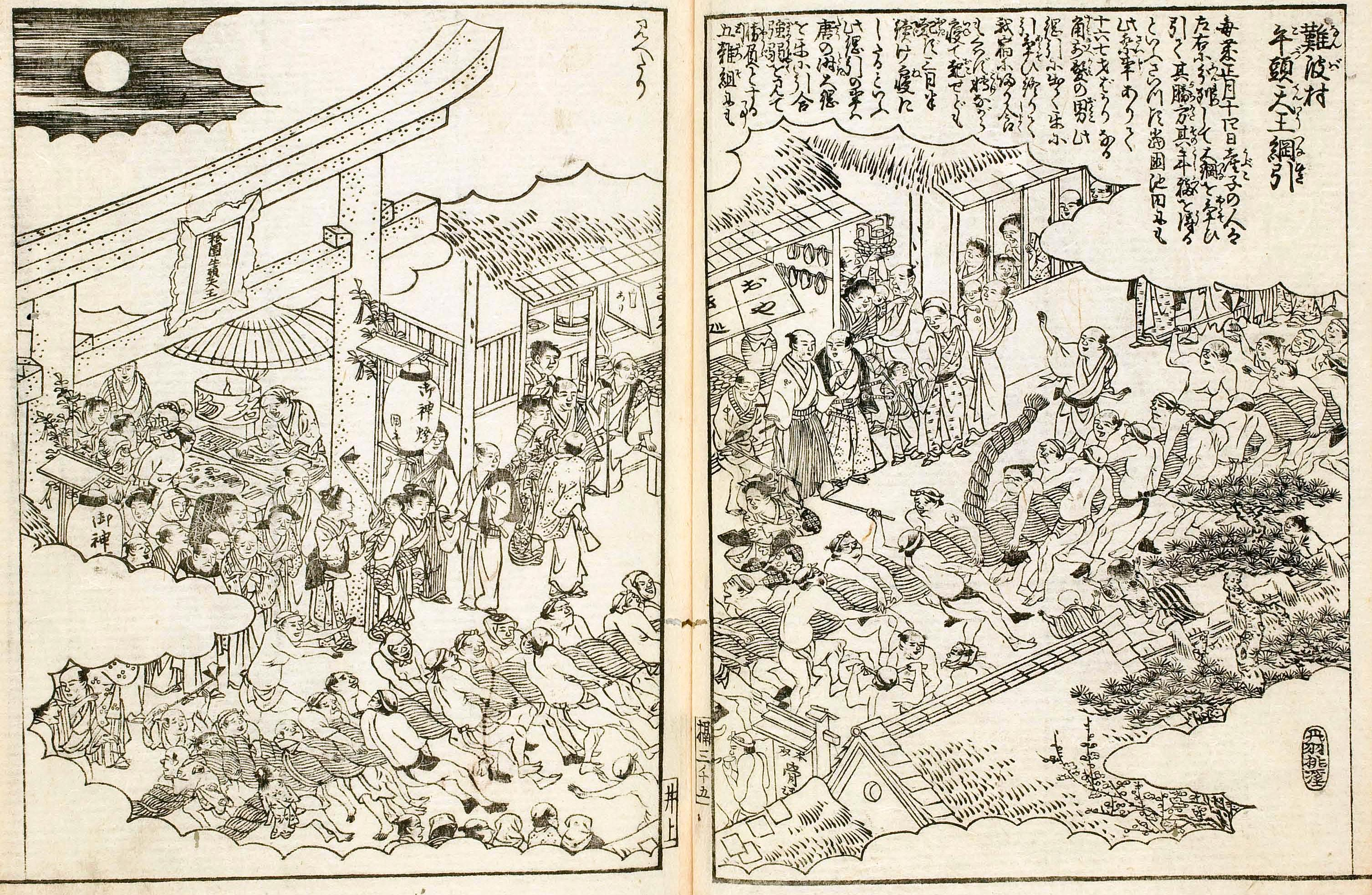
攝津名所圖會（日语：摂津名所図会）「牛頭天王綱引」
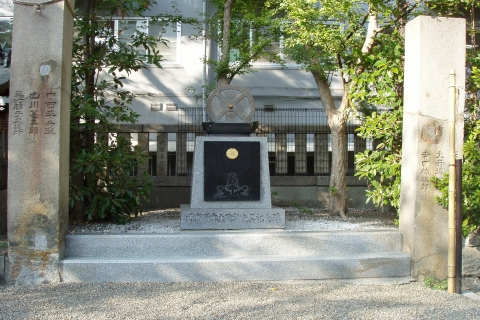
戦艦陸奥主砲抑気具記念碑

## 节日
- 難波祇園祭（夏祭・難波祭）：每逢7月12日至7月14日（12日：船渡御、13日：宵宫祭、14日：本宫祭大祭典）。
- 綱引神事祭（拔河神事祭典）：每逢一月的第三个星期日举行。